# Keith Fahey
Keith Fahey (1983. január 15., Dublin, Írország) ír labdarúgó, aki jelenleg a Birmingham Cityben játszik, középpályásként.

## Pályafutása

### Kezdeti évek
Fahey 1998-ban került az Arsenal ifiakadémiájára, ahol két évet töltött el. 2000 áprilisában, 250 ezer fontért leigazolta az Aston Villa. Mindössze egyszer, egy Lille OSC elleni Intertotó-kupa-meccsen léphetet pályára a birminghamieknél.

### Írország
Miután Angliában nem találta a helyét, úgy döntött, visszatér Írországba. Először az amatőr Bluebell Unitedhez került, majd 2003-ban leigazolta a St Patrick's Athletic. Hamar megkedvelték a szurkolók technikás játéka miatt. Nagy szerepe volt abban, hogy csapata bejutott az ír kupa döntőjébe. Az elődöntő újrajátszásán egy emlékezetes szabadrúgásgólt lőtt a hosszabbításban. A döntőben azonban a Longford Town jobbnak bizonyult.
2004-ben és 2005-ben is fontos tagja volt a St Patsnek, majd mindenki nagy meglepetésére a Drogheda Unitedhez igazolt, Alan Reillyért cserébe. A Drogheda ekkoriban vált meghatározó csapattá az ír élvonalban. Fahey sokat segített csapatának abban, hogy az 2006 elején megnyerte a Setanta-kupát. Júliusban úgy összeveszett a menedzserrel, Paul Doolinnal, hogy kénytelen volt távozni. Korábbi csapata, a St Patrick's szerződtette.
A piros-fehérek 2008-ban a Hertha Berlinnel csaptak össze az UEFA-kupa első körében. Az Írországban meccsen egyértelműen a St Pats volt a jobb csapata, Fahey pedig a legjobb játékos. A találkozó 0-0-val ért véget. A németek hazai pályán 2-0-ra győztek, így ők jutottak tovább.

### Birmingham City
Faheyt 2008. december 2-án megegyezett a Birmingham Cityvel, hogy 2009 januárjában hozzájuk igazol. Január 17-én, egy Cardiff City elleni meccsen debütál a kék mezeseknél. Február 14-én, a Nottingham Forest ellen megszerezte első gólját. Máig vitatkoznak rajta, hogy direkt emelte-e át a labdát a kapus fölött vagy csak egy elrontott beadási kísérletről volt szó. Néhány héttel később győztes gólt lőtt a Southampton ellen. Faheynek kulcsszerepe volt abban, hogy a Birmingham a 2008/09-es szezon végén visszajutott a Premier League-be.

## Külső hivatkozások
- Keith Fahey pályafutásának statisztikái a Soccerbase oldalon (angolul)

- Keith Fahey adatlapja a PlayerHistory.com-on
- Keith Fahey adatlapja a Birmingham City honlapján